# Parc Nacional de Cat Tien
El Parc Nacional de Cát Tiên (en vietnamita: Vườn quốc gia Cát Tiên) és un parc nacional important situat al sud del Vietnam, aproximadament a 150 km al nord de la ciutat de Ho Chi Minh. Ocupa una superfície d'uns 720 km² i protegeix una de les zones més extenses de selva plujosa tropical de baixa altitud del Vietnam.

## Història
Inicialment, l'any 1978, el parc nacional de Cát Tiên estava dividit en dos sectors, Nam Cat Tien i Tay Cat Tien. Un altre sector, Cat Loc, tenia una reserva de rinoceronts, en concret del rinoceront de Java. Les tres zones es van combinar per formar el parc nacional l'any 1998.
Durant la guerra del Vietnam, aquesta zona ocupada pel parc nacional va ser ruixada amb herbicides defoliants com, per exemple, l'agent taronja.

## Biodiversitat
El parc nacional de Cát Tiên conté boscos perennifolis tropicals i boscos caducifolis tropicals i subtropicals dominats per espècies de plantes de les famílies Dipterocarpaceae, Fabaceae i Lythraceae (especialment Lagerstroemia spp.), amb un 40% del parc ocupat per bambús i la resta per aiguamolls i herbassars.

### Mamífers
La fauna del parc nacional incloïa el rinoceront de Java, amb una de les dues úniques poblacions d'aquesta espècie del món, fins que els caçadors furtius van matar, l'any 2010, el darrer rinoceront de Java en llibertat a Cát Loc. Entre d'altres, també hi ha elefants asiàtics, ossos malais i gaurs. Alguns informes també mencionen tigres indonesis, lleopards, panteres nebuloses, cuonss i ossos del Tibet, però recents prospeccions no n'han confirmat la seva presència. També hi ha mamífers més menuts.